# 塔拉西夫卡 (克羅列韋茨區)
51°37′44″N 33°28′1″E / 51.62889°N 33.46694°E
塔拉西夫卡（烏克蘭語：Тарасівка）是位於烏克蘭東北部的村莊，由蘇梅州科諾托普區的克羅萊韋茨市鎮負責管轄。該村分別距離格魯濟克2公里和列季河8公里，海拔高度159米，2001年人口7。